# Египетская летучая собака
Египетская летучая собака, или нильский крылан (лат. Rousettus aegyptiacus) — вид рукокрылых семейства крыланов.

## Описание
Египетская летучая собака имеет длину примерно 17 см. Шерсть имеет окрас бурого цвета, причём брюхо окрашено светлее.

## Распространение
Область распространения простирается от Южной Африки до юга Ирана, юга Турции и Кипра.

## Образ жизни
Животные живут большими колониями, активны ночью. Питаются плодами, при этом бо́льшую часть их рациона составляют незрелые плоды, повреждённые насекомыми или грибами. В поисках пищи животные за ночь пролетают до 40 км. Любимая пища — это инжир, затем апельсины, финики, бананы и молодые листья рожкового дерева.

## Размножение
Сезон размножения продолжается в природе с июня по сентябрь. Половая зрелость наступает в возрасте 9 месяцев. Период беременности длится приблизительно 115—120 дней. Самка, как правило, рожает одного детёныша в год, но иногда рождается и двойня. Приблизительно шесть недель самка носит детёныша на себе, не отпуская его. Позже она оставляет его висеть одного на скальных выступах, но продолжает кормить.

## Носители вирусов
В 2005 году Эрик Леруа из Международного центра медицинских исследований Франсвиля (CIRMF) обнаружил в Габоне, что египетские летучие собаки являются естественными носителями вируса Эбола. В 2007 году было установлено, что египетские летучие собаки являются также естественными носителями Марбургского вируса. Исследователи установили, что в обоих случаях животные были родом из пещер в Габоне и Республике Конго.